# Augustina van Hamme

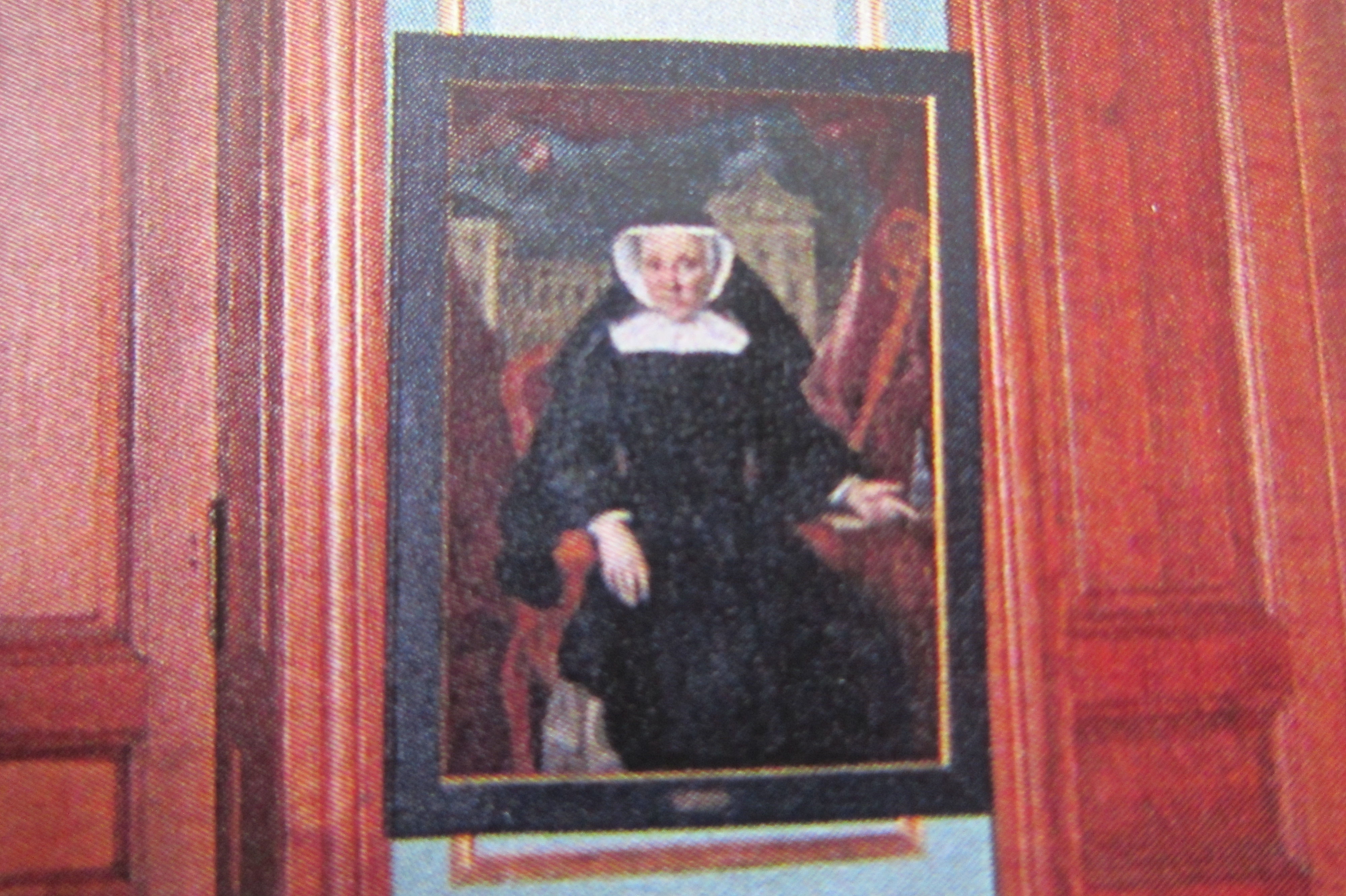
Portret abdis Augustina van Hamme in de Blauwe Zaal van de Abdij van Herkenrode met staf en achter haar de niet gerealiseerde bouwplannen voor een nieuwe abdij

Augustina van Hamme (1711-1790) was tussen 1772 en 1790 abdis van de Abdij van Herkenrode.

## Biografie

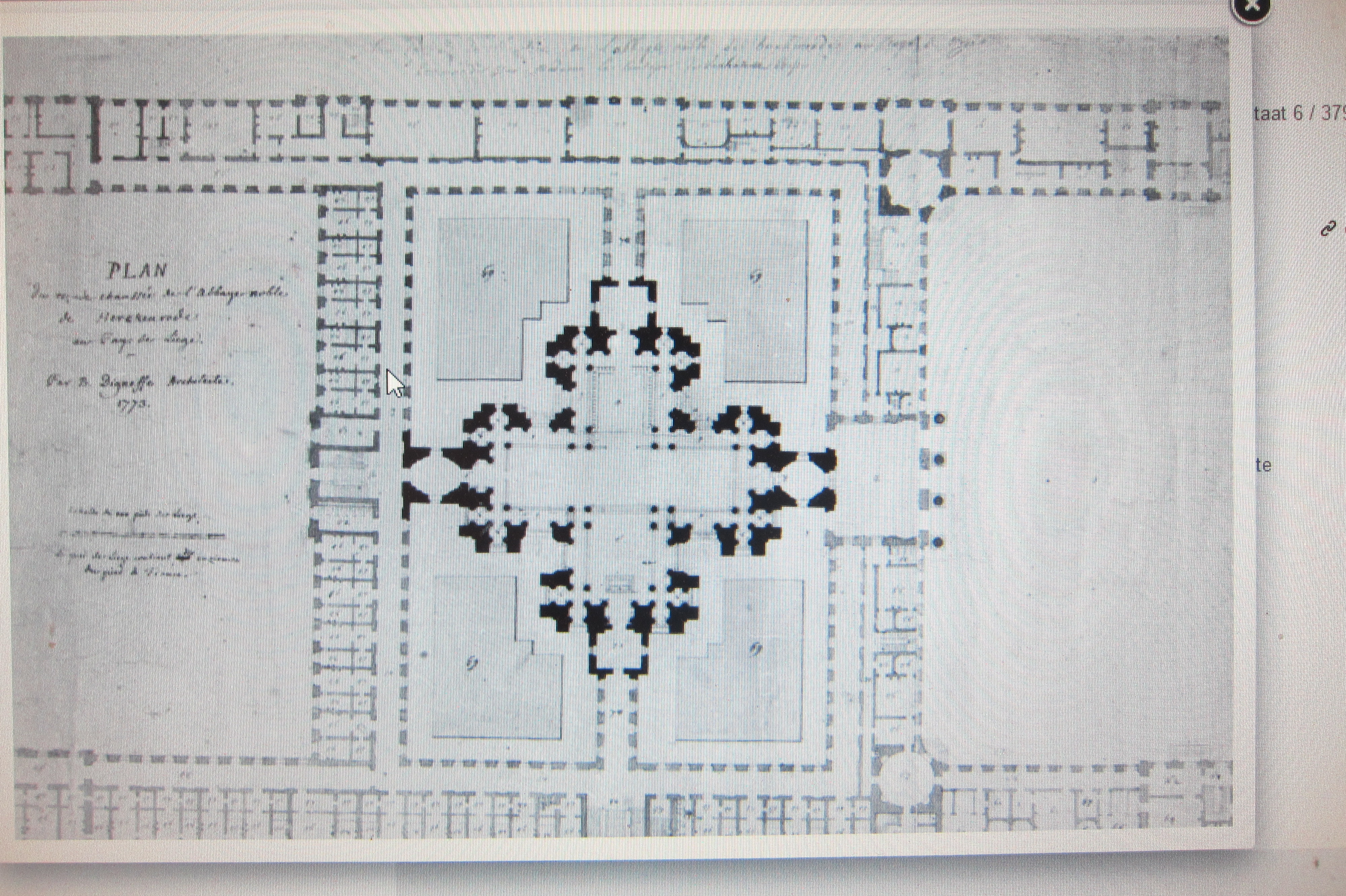
Plan nieuwe abdij Herkenrode door arch. Barthélemy Digneffe in opdracht van abdis Augustina van Hamme (1773)

Jeanne Augustina van Hamme was de dochter van Willem Theodoor, baron van Hamme, heer van Stalle, Neerstalle en Overhem en van Anna Theresia Peeters genaamd Stommelins uit Gent. Onder haar bestuur nam het aantal kloosterroepingen opnieuw toe. De abdis die doorzettingsvermogen aan diplomatie wist te koppelen, gaf in 1773 de opdracht aan architect Barthélemy Digneffe uit Luik om de plannen te ontwerpen voor een totaal nieuwe abdij. Centraal in het nieuwe concept stond een monumentale abdijkerk op een plan van een Grieks kruis, bekroond met een koepel met links het abdissenkwartier, rechts de gastenverbijven in perfect evenwicht. Deze plannen werden niet gerealiseerd. De voorheen opgestelde plannen van architect Laurent Benoit Dewez in opdracht van de vorige abdis Anna de Croÿ werden ook door het kapittel terzijde geschoven wegens te ambitieus. Slechts de imposante 50 m lange Abdissenresidentie Herkenrode in classicistische stijl is daarvan in 1768 gerealiseerd onder haar voorgangster abdis Anna de Croÿ. In opdracht van abdis van Hamme decoreerde de schilder Franz Anton Brändl de grijze en de Blauwe Zaal van de residentie.
De abdis gaf ook de opdracht om de Sint-Gertrudiskerk van Kuringen te verbouwen en te vergroten. Het wapenschild van deze abdis bevindt zich boven een dichtgemetselde vroegere deur in de zuidgevel. Ook haar wapenspreuk Regique Deoque, 'voor koning en voor God', en het jaartal 1783 staan er afgebeeld. Ook de parochiekerken van Kermt, Stevoort, Zonhoven en Hoepertingen werden gebouwd en gerenoveerd in opdracht van de abdis. De vorige abdissen hadden immers lange tijd nagelaten de door de abdij beheerde parochies te onderhouden. De abdis ging voor de bouw van de verschillende kerken een lening aan van 100 000 gulden tot ongenoegen van enkele koordames. Abdis van Hamme liet ook een nieuwe pastorie bouwen te Stevoort, verkocht het refugiehuis aan de Kommel in Maastricht en kocht een nieuw in Luik.
Tijdens het abbatiaat van abdis van Hamme probeerde de Luikse adel zonder succes om de communauteit van Herkenrode om te vormen tot een kapittel van kanunnikessen.

## Wapen en spreuk

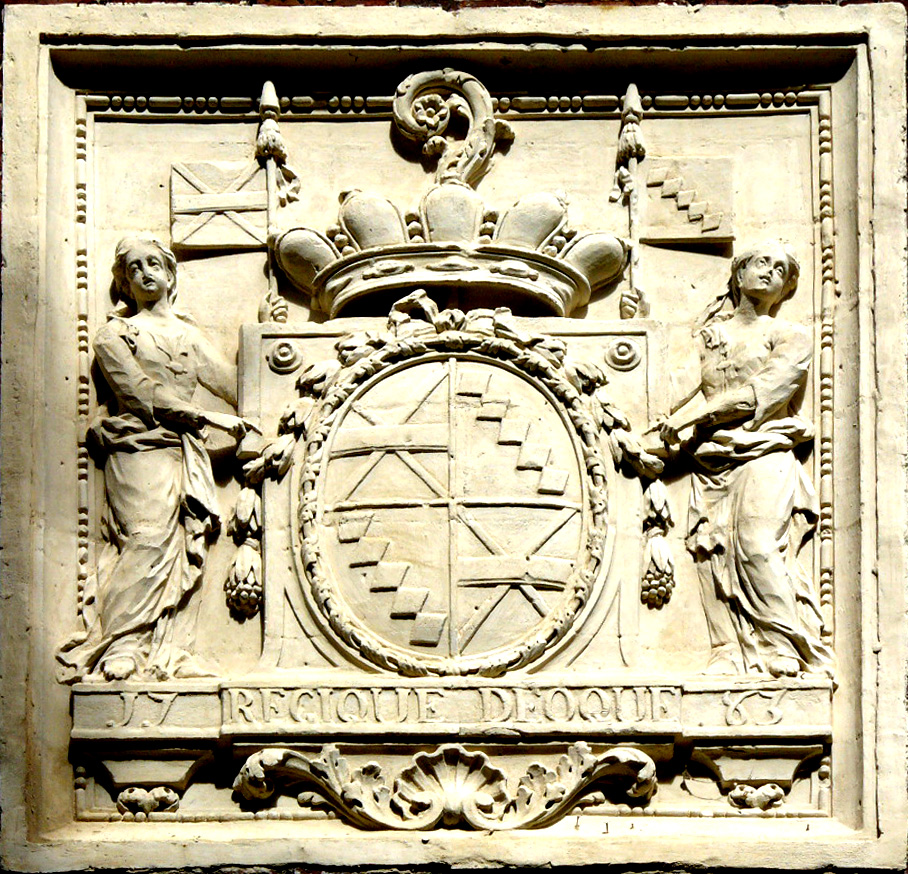
Wapenschild van abdis Augustina van Hamme op de kerkmuur kerk Kuringen

De blazoenering van het wapen van deze abdis luidt als volgt:
- Gevierendeeld
  - I.-IV.   In goud een Sint-Andrieskruis van keel en over alles heen een dwarsbalk van lazuur
  - II.-III. In zilver een spitsgeruite schuinbalk van keel

- Spreuk
  - REGIQUE DEOQUE (Voor Koning en voor God)